# Йордан Пекарев
Йордан (Юрдан) Николов Пекарев е български журналист и политик, един от основателите на БЗНС и кмет на Варна през 1921 г..
След 1890 г. за две години Йордан Пекарев учителства в село Вранино, Варненско. През август 1895 г. той е утвърден за учител във Варна. На Учредителния конгрес на БЗНС (1899) е избран за член на Централния управителен комитет. Един от организаторите на селските бунтове против десятъка в България. През 1900 г. е редактор, а през периода 1918 – 1920 и през 1923 г. и издател на вестник „Земледелческа борба“, насочен срещу правителството на Александър Стамболийски. Председател на Тричленната общинска комисия в качеството си на кмет на Варна през 1921 г., когато е критикуван за уволнения на местни комунисти на общинска служба.
Председател на Управителния съвет на БЗНС-оранжев (1931 – 1932). Развива активна журналистическа дейност. През 1945 г. е избран за народен представител в XXVI народно събрание. За фракционна дейност е изключен от съюза.